# Guido del Mestri

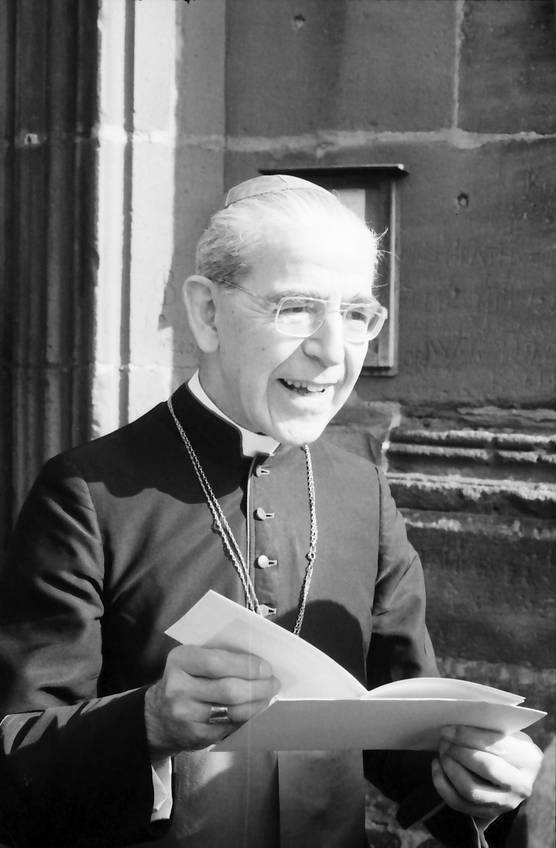
Erzbischof Guido del Mestri vor dem Freiburger Münster (1982)

Guido Kardinal Graf del Mestri (* 13. Januar 1911 in Banja Luka, Österreich-Ungarn; † 2. August 1993 in Nürnberg, Deutschland) war ein vatikanischer Diplomat und Apostolischer Nuntius in Deutschland, der zudem als Kardinal tätig war.

## Leben

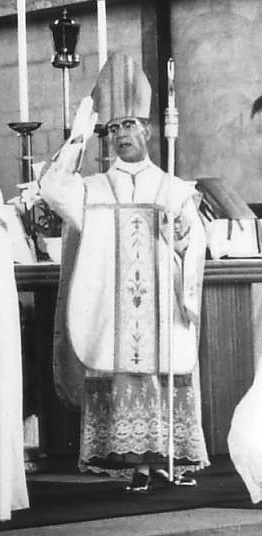
Guido del Mestri bei seiner Bischofsweihe 1961 in Nairobi

Wappen von Guido Kardinal del Mestri

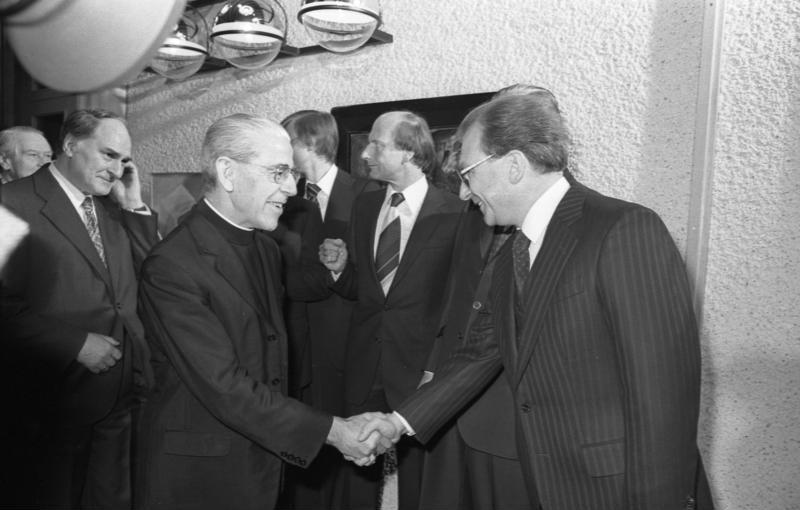
Guido del Mestri 1979 mit Lothar Späth

Guido Graf del Mestri entstammte einem italienischen Adelsgeschlecht. Nachdem er 1930 die Matura im Jesuitenkollegium Kalksburg nahe Wien abgelegt hatte, nahm er als Seminarist am Almo Collegio Capranica in Rom philosophische und theologische Studien auf, die er mit Promotionen in Katholischer Theologie und Kanonischem Recht beendete. Am 11. April 1936 empfing er das Sakrament der Priesterweihe und wurde dem Bistum Görz inkardiniert, wo er bis 1938 als Gemeindepriester und Lehrer am Knabenseminar arbeitete.
Nach weiterführenden Studien wurde er 1940 Attaché der Apostolischen Nuntiatur in Jugoslawien und 1941 Sekretär der Apostolischen Delegation im Libanon. Die gleiche Aufgabe versah er bis zu seiner Ausweisung aus politischen Gründen im Jahre 1950 in Rumänien. Nach einem Jahr in Rom entsandte ihn Papst Pius XII. 1951 als Mitarbeiter in die neu eröffnete Nuntiatur nach Syrien.
1953 arbeitete er kurzzeitig in Indonesien, ehe er Berater der Apostolischen Nuntiatur in der Bundesrepublik Deutschland wurde. 1959 ernannte ihn Papst Johannes XXIII. zum Apostolischen Delegaten für die britischen Gebiete in Ost- und Westafrika.
1961 wurde Guido del Mestri von Papst Johannes XXIII. zum Titularerzbischof von Tuscamia ernannt und  empfing am 31. Dezember 1961 durch den Kardinal Laurean Rugambwa die Bischofsweihe. Mitkonsekratoren waren Cornelius Chitsulo, Bischof von Dedza, und Ireneus Wien Dud, Apostolischer Vikar von Wau (heute Südsudan) und Titularbischof von Barcusus.
Er nahm in den Jahren 1962 bis 1965 am Zweiten Vatikanischen Konzil teil. 1967 ernannte ihn Papst Paul VI. zum Apostolischen Delegaten in Mexiko, 1970 zum Pronuntius in Kanada und 1975 zum Apostolischen Nuntius in der Bundesrepublik Deutschland.
Del Mestri ging 1984 als Nuntius in den Ruhestand und wirkte anschließend beim Heiligen Stuhl in Rom unter anderem im Staatssekretariat und als Mitglied einiger Kongregationen.
Papst Johannes Paul II. nahm ihn am 28. Juni 1991 als Kardinaldiakon mit der Titeldiakonie Sant’Eustachio in das Kardinalskollegium auf. In seinen letzten Lebensjahren lebte Guido del Mestri in Nürnberg, wo er als Krankenhausseelsorger in der Theresienklinik arbeitete. Er starb am 2. August 1993 in Nürnberg und wurde in der Kapelle seiner Familie in der Nähe von Medea beigesetzt.